# کارل ووئونو
کارل ووئونو (انگلیسی: Carl E. Vuono؛ زادهٔ ۱۸ اکتبر ۱۹۳۴) ژنرال بازنشسه نیروی زمینی ایالات متحده آمریکا است، که در فاصله سال‌های ۱۹۸۷ تا ۱۹۹۱ به‌عنوان سی و یکمین رئیس ستاد نیروی زمینی ایالات متحده آمریکا فعالیت می‌کرد.
ووئونو فعالیت نظامی را از سال ۱۹۵۷ در نیروی زمینی آمریکا آغاز کرد، از ۱۹۷۰ تا ۱۹۷۱ فرمانده توپخانه لشکر ۸۲ام هوابرد بود، از ۱۹۸۳ تا ۱۹۸۵ به‌عنوان فرمانده کالج فرماندهی و ستاد نیروی زمینی آمریکا فعالیت می‌کرد و از ۱۹۸۶ تا ۱۹۸۷ فرماندهی آموزش و دکترین نیروی زمینی آمریکا را برعهده داشت.